# Liste der Biografien/Van O
Liste der Biografien |
Portal Biografien |
O Personensuche
# |
A |
B |
C |
D |
E |
F |
G |
H |
I |
J |
K |
L |
M |
N |
O |
P |
Q |
R |
S |
T |
U |
V |
W |
X |
Y |
Z |
?
 
Va |
Ve |
Vh |
Vi |
Vj |
Vl |
Vn |
Vo |
Vr |
Vs |
Vt |
Vu |
Vy
 
Vaa |
Vab |
Vac |
Vad |
Vae |
Vaf |
Vag |
Vah |
Vai |
Vaj |
Vak |
Val |
Vam |
Van |
Vap |
Vaq |
Var |
Vas |
Vat |
Vau |
Vav |
Vaw |
Vax |
Vay |
Vaz
 
Van A |
Van B |
Van C |
Van D |
Van E |
Van F |
Van G |
Van H |
Van I |
Van K |
Van L |
Van M |
Van N |
Van O |
Van P |
Van Q |
Van R |
Van S |
Van T |
Van U |
Van V |
Van W |
Van Y |
Van Z

Vana |
Vanb |
Vanc |
Vand |
Vane |
Vang |
Vanh |
Vani |
Vanj |
Vank |
Vanl |
Vanm |
Vann |
Vano |
Vanp |
Vanq |
Vanr |
Vans |
Vant |
Vanu |
Vanv |
Vanw |
Vany |
Vanz
Die Liste der Biografien führt alle Personen auf, die in der deutschsprachigen Wikipedia einen Artikel haben. Dieses ist eine Teilliste mit 13 Einträgen von Personen, deren Namen mit den Buchstaben „Van O“ beginnt.

## Van O

### Van Oo
- Van Oost, Maxime (* 1999), belgischer Hockeyspieler
- Van Oostayen, Henri (1906–1945), belgischer römisch-katholischer Geistlicher, Jesuit und Märtyrer
- Van Oostende, Julien (1931–2012), belgischer Radrennfahrer

### Van Or
- Van Orden, Derrick (* 1969), US-amerikanischer Politiker und SchauspielerDerrick Van Orden (* 1969)

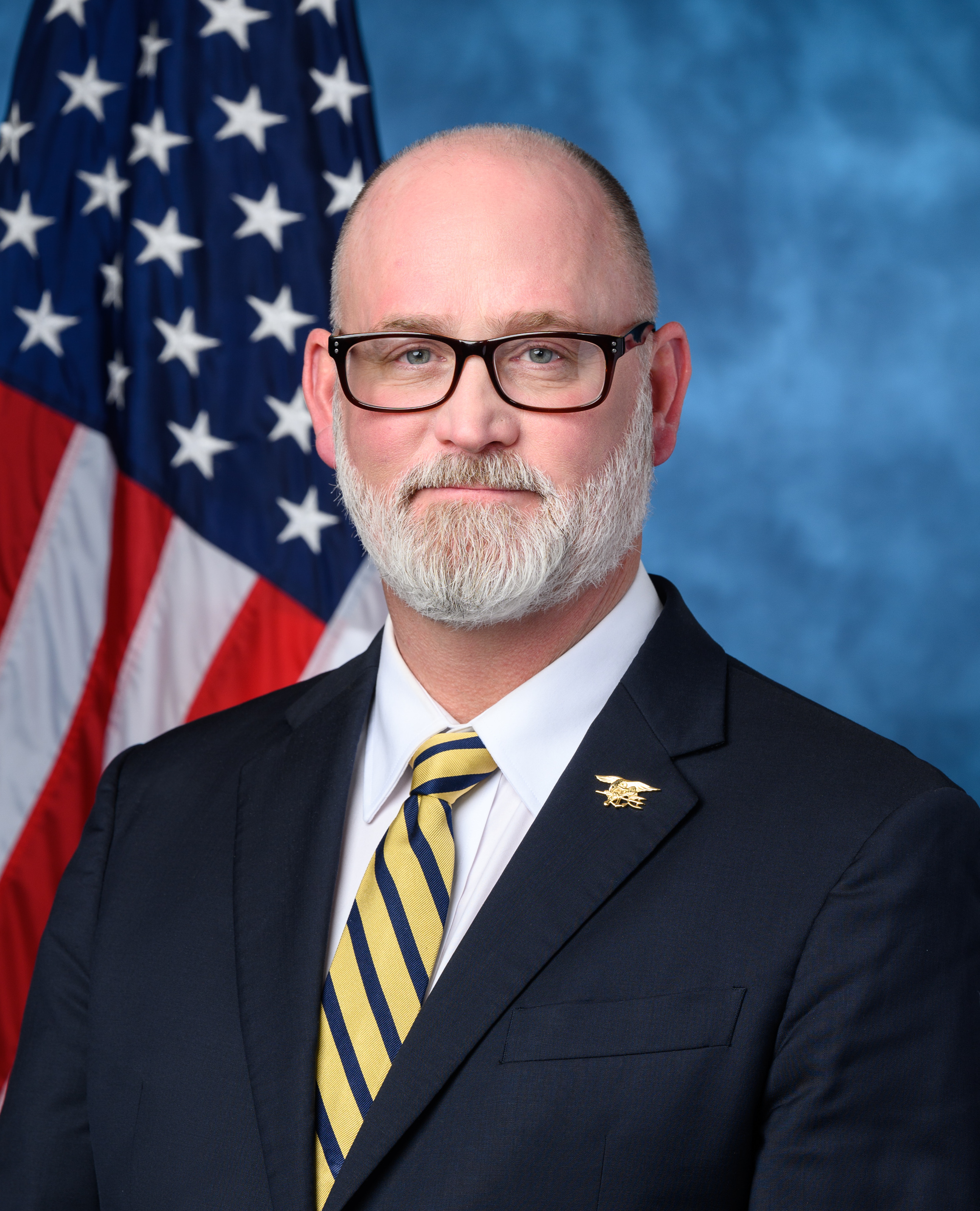
Derrick Van Orden (* 1969)

- Van Orden, Geoffrey (* 1945), britischer Politiker, MdEP und Soldat
- Van Orman, F. Harold (1884–1958), US-amerikanischer Politiker
- Van Orman, Thurop (* 1976), US-amerikanischer Drehbuchautor, Cartoonist und Synchronsprecher

### Van Os
- Van Osdel, Bob (1910–1987), US-amerikanischer Hochspringer

### Van Ov
- Van Overberghe, Arthur (* 1990), belgischer Radrennfahrer
- Van Overstraeten, Louis (1818–1849), belgischer Architekt
- Van Overstraeten, Raoul (1885–1977), belgischer General
- Van Overtveldt, Johan (* 1955), belgischer Journalist und Politiker der Nieuw-Vlaamse Alliantie (N-VA), MdEP
- Van Ovost, Jacqueline (* 1965), US-amerikanische Luftwaffenoffizierin und General